# Walt Frazier
Pour les articles homonymes, voir Frazier.
Walter Frazier Jr. (né le 29 mars 1945 à Atlanta, Géorgie) est un ancien basketteur américain qui joua en NBA de 1968 à 1979. Il s'est depuis reconverti en commentateur sportif lors des matchs de l'équipe des Knicks de New York.

## Biographie
Après avoir été gratifié d'un très bon parcours dans la David Howard High School (son lycée) à Atlanta, Frazier n'a que peu de choix pour sa carrière. En effet, à cause des politiques de ségrégation raciale de l'époque, beaucoup d'universités du sud des États-Unis refusent systématiquement les candidats afro-américains. Frazier fut alors obligé de partir étudier à la Southern Illinois University à Carbondale (Illinois).
Walter Frazier ne tarde pas à devenir l'un des meilleurs joueurs universitaire  de basket-ball dans le pays. Il mène son université en finale du tournoi de seconde division de la NCAA. Lui et les Southern Illinois Salukis gagnent le National Invitation Tournament en 1967 et il est nommé meilleur joueur du tournoi.
Sa carrière professionnelle commence lorsqu'il est sélectionné par les New York Knicks lors de la Draft 1967 de la NBA. En 1968, il est nommé dans l'équipe rookie de la NBA. Il sera sélectionné sept fois au NBA All-Star Game dont il sera le meilleur joueur en 1975. Son équipe des Knicks s'empare du titre NBA en 1970 et 1973, avec le concours de nombreuses autres vedettes, parmi lesquelles Willis Reed, Dave DeBusschere, Phil Jackson, Earl Monroe et Jerry Lucas (les deux derniers ne participant qu'au titre de 1973). 
Walter Frazier détient le record du nombre de matchs joué avec les Knicks (759), le record de temps de jeu (28 995 minutes jouées) et de points marqués (14 617) jusqu'à ce que Patrick Ewing surpasse ces chiffres.
Ce fut l'un des tout  premiers joueurs à faire du maniement du ballon un art, n'aimant pas le contact, il préférait surprendre l'adversaire. Par ailleurs, il était connu comme un superbe défenseur. En 1977, il abandonne son numéro 10 des Knicks de New York qui a néanmoins été retiré pour rejoindre les Cavaliers de Cleveland où il finit sa carrière NBA en 1980 à l'âge de 35 ans.
En 1996, il est élu dans la sélection des Meilleurs joueurs du cinquantenaire de la NBA.